# Besdolus
Besdolus és un gènere d'insectes plecòpters pertanyent a la família dels perlòdids.

## Hàbitat
En els seus estadis immadurs són aquàtics i viuen a l'aigua dolça, mentre que com a adults són terrestres i voladors.

## Distribució geogràfica
Es troba a Europa: els Balcans, Àustria, Hongria, Albània, Itàlia, Montenegro, Grècia, Croàcia, França i Espanya (incloent-hi Andalusia).

## Taxonomia
- Besdolus bicolor (Navàs, 1909)
- Besdolus illyricus (Kovács & Zwick, 2008)
- Besdolus imhoffi (Pictet, F.J., 1841)
- Besdolus ravizzarum (Zwick & Weinzierl, 1995)
- Besdolus ventralis (Pictet, F.J., 1841)[18][19][20][21][22][23][24]

## Estat de conservació
Són espècies sensibles a les pertorbacions ambientals i, conseqüentment, tàxons en perill d'extinció.